# Enterría
Enterría es una localidad del municipio de Camaleño (Cantabria, España). En el año 2023 no tenía población (INE). La localidad está ubicada a 480 metros de altitud sobre el nivel del mar, y a 5 kilómetros de la capital municipal, Camaleño. Hay una ermita del siglo XII, en origen prerrománico con vestigios mozárabes.

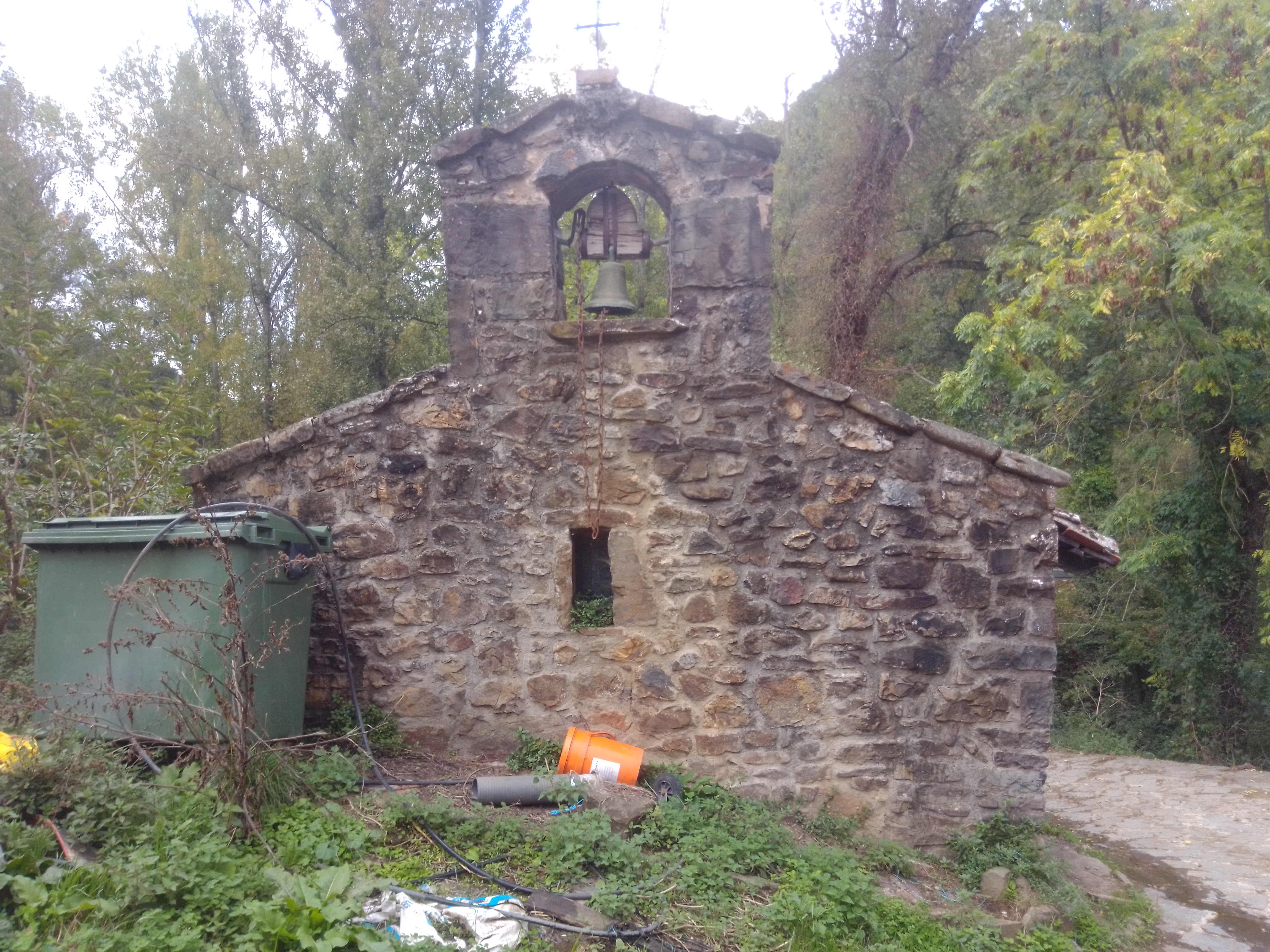
Ermita